# Tito Lucrécio Tricipitino
Tito Lucrécio Tricipitino em latim: Titus Lucretius Tricipitinus) foi um político e líder militar da gente Lucrécia nos primeiros dias da República Romana. Por duas vezes, em 508 e 504 a.C., foi eleito cônsul, nas duas vezes em conjunto com Públio Valério Publícola. Foi pai de Lúcio Lucrécio Tricipitino, cônsul em 462 a.C.

## História

Cerco de Roma por Lars Porsena e o ataque à Ponte Sublício.

Lucrécio foi eleito pela primeira vez ao consulado em 508 a.C. com Publícola, que já estava em seu segundo mandato. Durante seu consulado, ocorreu um censo dos cidadãos romanos e foi criado um imposto de guerra. Roma foi atacada pelos etruscos liderados por Lars Porsena, que cercou Roma, e em cuja narrativa se insere o lendário episódio de Horácio Cocles, Múcio Cévola, Hermínio e Espúrio Lárcio na defesa da Ponte Sublício. Os dois cônsules, exímios líderes militares, conseguiram evitar novos raides dos invasores etruscos. O cerco, segundo o relato romano, terminou com um tratado de paz com a cidade de Clúsio sem que Tarquínio, o Soberbo, conseguisse seu objetivo de recuperar o poder.
No ano seguinte, durante o terceiro consulado de Públio Valério e o segundo de Marco Horácio Púlvilo, Lucrécio lutou contra os etruscos que atacaram Roma, mais uma vez sob o comando de Porsena, terminando ferido na batalha,
Lucrécio foi eleito novamente, por volta de 504 a.C., e mais uma vez com Publícola. Durante seu mandato, os dois conduziram com sucesso a guerra contra os sabinos na Batalha de Fidenas e, ao retornarem a Roma, celebraram um triunfo, apesar de os Fastos Triunfais reportarem apenas o nome de Valério.